# Dennis Smith Jr.
Dennis Cliff Smith Jr. (Fayetteville, 25 de novembro de 1997) é um jogador norte-americano de basquete profissional que atualmente joga no Brooklyn Nets da National Basketball Association (NBA).
Ele jogou basquete universitário na Universidade Estadual da Carolina do Norte e foi selecionado pelo Dallas Mavericks na 9ª escolha geral no draft da NBA de 2017.

## Carreira no ensino médio
Smith frequentou a Trinity Christian School em Fayetteville, Carolina do Norte, em todos os quatro anos de sua carreira no ensino médio. Durante seu primeiro ano na Trinity Christian em 2013, Smith obteve médias de 9,2 pontos e 3,0 assistências sendo reserva. No segundo ano, Smith e Trinity Christian derrotaram Greenfield por um ponto para ganhar o Campeonato Estadual de 2014, Smith marcou 21 pontos e foi nomeado MVP do torneio. Durante a temporada, ele teve média de 17,6 pontos e 9,3 assistências, 6,9 rebotes e 2,4 roubos de bola.
Na sua terceira temporada, Smith teve médias de 22,2 pontos, 7,1 assistências, 5,1 rebotes e 3 roubos de bola, enquanto liderava a equipe para um recorde de 23-10 no geral. Em 2015, ele foi nomeado o Jogador do Ano da Carolina do Norte.
Antes de seu último ano, Smith rasgou seu Ligamento cruzado anterior e perdeu todo o seu último ano do ensino médio.
Smith foi classificado como um recruta de cinco estrelas e foi considerado um dos melhores jogadores na classe de ensino médio de 2016. Ele foi classificado como 7° e 10°melhor  jogador do ensino médio pela 247sports e Scout.com, respectivamente. Em 10 de setembro de 2015, Smith se comprometeu a ir para a Universidade Estadual da Carolina do Norte.
| Nome | Cidade Natal                                            | High school / College    | Altura | Peso  | Data                   |
| --- | ------------------------------------------------------- | ------------------------ | ------ | ----- | ---------------------- |
| Dennis Smith Jr PG | Fayetteville, NC                                        | Trinity Christian School | 1.88 m | 82 kg | 10 de Setembro de 2015 |
| Dennis Smith Jr PG | Ratings: Scout: Rivals: 247Sports: ESPN: ESPN grade: 96 |                          |        |       |                        |
| - Nota: Em muitos casos, Scout, Rivals, 247Sports e ESPN podem entrar em conflito em suas listas de altura e peso, nestes casos, a média foi obtida. As notas da ESPN estão em uma escala de 100 pontos. Fonte: |                                                         |                          |        |       |                        |

## Carreira universitária
Ele decidiu aproveitar a oportunidade para começar cedo em seu primeiro ano frequentando as aulas e reabilitando-se de sua lesão com a equipe médica antes do início da temporada de 2016-17. Em sua estréia pela equipe, Smith jogou 36 minutos e deu cinco assistências na vitória por 81-79 sobre Georgia Southern. Em 21 de novembro de 2016, ele registrou 24 pontos e 8 assistências na derrota por 73-63 para Saint Joseph's University no Paradise Jam Tournament. Em 26 de novembro de 2016, ele teve 30 pontos, 6 rebotes e 7 assistências para ajudar NC State a derrotar Universidade Loyola de Chicago. Em 15 de dezembro de 2016, Smith registrou 22 pontos e 6 assistências, liderando NC State em uma vitória sobre Appalachian State University. Em 19 de dezembro de 2016, Smith recebeu o prêmio de Novato da Semana da ACC.
Em 4 de janeiro de 2017, Smith registrou um triplo-duplo de 27 pontos, 11 rebotes e 11 assistências em uma vitória contra o Instituto Politécnico e Universidade Estadual da Virgínia, fazendo dele e Julius Hodge os dois únicos jogadores de NC State a conseguirem esse feito. Em 23 de janeiro de 2017, Smith marcou 32 pontos e 6 assistências na vitória por 84-82 contra Duke, levando NC State a sua primeira vitória no Cameron Indoor Stadium desde 1995. Em 1 de fevereiro. Smith teve seu segundo triplo-duplo da temporada com 13 pontos, 15 assistências e 11 rebotes da temporada em uma derrota para Syracuse. Em 5 de março de 2017, Smith foi eleito Novato do Ano da ACC. Em 32 jogos na temporada de 2016–17, Smith teve médias de 18,1 pontos, 6,2 assistências e 1,9 roubadas. 
No final de sua primeira temporada, Smith anunciou sua intenção de abandonar seus últimos três anos de elegibilidade e entrar no Draft da NBA de 2017.

## Carreira profissional

### Dallas Mavericks (2017–2019)
Smith foi selecionado pelo Dallas Mavericks como a 9° escolha geral no Draft da NBA de 2017. Em 5 de julho de 2017, ele assinou um contrato de 4 anos e US$17.1 milhões. Nos seis jogos que disputou na Summer League em Las Vegas, Smith teve médias de 17,3 pontos, 4,8 rebotes, 4,2 assistências e 2,2 roubadas de bola, o que lhe valeu a indicação para a Primeira-Equipe da Summer League.
Em 18 de outubro de 2017, Smith fez sua estréia nos Mavericks em uma derrota por 117-111 para o Atlanta Hawks, onde registrou 16 pontos e 10 assistências. Em 29 de dezembro de 2017, ele registrou seu primeiro triplo-duplo com 21 pontos, 10 rebotes e 10 assistências em uma vitória por 128-120 sobre o New Orleans Pelicans. Aos 20 anos e 34 dias, Smith tornou-se o quinto jogador mais jovem na história da NBA a ter um triplo-duplo, atrás de Lonzo Ball, Markelle Fultz, Luka Dončić e LeBron James. Em 22 de maio de 2018, ele foi nomeado para a Segunda-Equipe de Novatos.

### New York Knicks (2019–2021)
Em 31 de janeiro de 2019, Smith foi negociado para o New York Knicks, junto com DeAndre Jordan, Wesley Matthews e duas futuras escolhas de primeira rodada em troca de Kristaps Porziņģis, Tim Hardaway Jr., Trey Burke e Courtney Lee. Em 9 de abril, Smith registrou 25 pontos e 5 assistências na vitória por 96-86 contra o Chicago Bulls.
Em 1 de fevereiro de 2021, Smith foi designado para o Westchester Knicks, o afiliado do New York na G-League.

### Detroit Pistons (2021)
Em 8 de fevereiro de 2021, Smith foi negociado com o Detroit Pistons em troca de Derrick Rose. Três dias depois, Smith fez sua estreia nos Pistons e registrou quatro pontos e dois rebotes na derrota por 111-95 para o Indiana Pacers.
Em 26 de fevereiro, ele marcou 17 pontos, o recorde da temporada, na derrota por 110-107 para o Sacramento Kings. Em 3 de março, Smith registrou seu terceiro triplo-duplo na carreira com dez pontos, onze assistências e doze rebotes, o recorde de sua carreira, na vitória por 129–105 sobre o Toronto Raptors.

### Portland Trail Blazers (2021–2022)
Em 23 de setembro de 2021, Smith assinou um contrato com o Portland Trail Blazers.
Em 23 de outubro, ele fez sua estreia no Trail Blazers e registrou dois pontos, dois rebotes e cinco assistências na vitória por 134–105 sobre o Phoenix Suns. Em 4 de dezembro, Smith registrou 21 pontos, o recorde da temporada, seis assistências e três roubos de bola em uma derrota por 145-117 para o Boston Celtics.
Em 16 de fevereiro de 2022, ele foi diagnosticado com uma ruptura parcial do Ligamento ulnar colateral em seu cotovelo direito e, posteriormente, foi descartado por três a quatro semanas. Em 21 de fevereiro, Smith foi dispensado pelos Trail Blazers. Ele permaneceu sem contrato durante o restante da temporada de 2021-22.

### Charlotte Hornets (2022–2023)
Em 23 de setembro de 2022, Smith assinou com o time de sua cidade natal, o Charlotte Hornets.
Em 19 de outubro, ele fez sua estreia nos Hornets e registrou 12 pontos, dois rebotes, quatro assistências, dois bloqueios e duas roubadas de bola na vitória por 129-102 sobre o San Antonio Spurs. Em 23 de outubro, Smith registrou 18 pontos e seis assistências na vitória por 126–109 contra o Atlanta Hawks.

### Brooklyn Nets (2023–Presente)
Em 8 de julho de 2023, Smith assinou um contrato de 1 ano e US$2.5 milhões com o Brooklyn Nets.

## Estatísticas da carreira

### NBA

#### Temporada regular
| Ano      | Equipe    | PJ  | PT  | MPJ  | AP   | 3P   | LL   | RT  | AS  | BR  | TO | PPJ  |
| -------- | --------- | --- | --- | ---- | ---- | ---- | ---- | --- | --- | --- | -- | ---- |
| 2017–18  | Dallas    | 69  | 69  | 29.7 | .395 | .313 | .694 | 3.8 | 5.2 | 1.0 | .3 | 15.2 |
| 2018–19  | Dallas    | 32  | 32  | 28.4 | .440 | .344 | .695 | 3.0 | 4.3 | 1.3 | .3 | 12.9 |
| 2018–19  | New York  | 21  | 18  | 28.6 | .413 | .289 | .568 | 2.8 | 5.4 | 1.3 | .4 | 14.7 |
| 2019–20  | New York  | 34  | 3   | 15.8 | .341 | .296 | .509 | 2.3 | 2.9 | .8  | .2 | 5.5  |
| 2020–21  | New York  | 3   | 0   | 9.3  | .200 | .000 | .833 | .7  | 1.0 | 1.0 | .0 | 3.0  |
| 2020–21  | Detroit   | 20  | 9   | 19.6 | .415 | .352 | .700 | 2.7 | 3.7 | 1.0 | .7 | 7.3  |
| 2021–22  | Portland  | 37  | 4   | 17.2 | .418 | .222 | .656 | 2.4 | 3.6 | 1.2 | .3 | 5.6  |
| 2022–23  | Charlotte | 54  | 15  | 25.7 | .412 | .216 | .736 | 3.1 | 4.8 | 1.4 | .5 | 8.8  |
| Carreira | Carreira  | 270 | 150 | 21.7 | .379 | .254 | .673 | 2.5 | 3.8 | 1.1 | .3 | 9.1  |

### Universitário
| Ano     | Equipe   | PJ | PT | MPJ  | AP   | 3P   | LL   | RT  | AS  | BR  | TO | PPJ  |
| ------- | -------- | -- | -- | ---- | ---- | ---- | ---- | --- | --- | --- | -- | ---- |
| 2016–17 | NC State | 32 | 32 | 34.8 | .455 | .359 | .715 | 4.6 | 6.2 | 1.9 | .4 | 18.1 |

Fonte: